# ベンジャミン・グッゲンハイム
ベンジャミン・グッゲンハイム（Benjamin Guggenheim、1865年10月26日 - 1912年4月15日）は、アメリカ合衆国の実業家。
ユダヤ系ドイツ人のマイアー・グッゲンハイムの息子である。グッゲンハイム家の一員であり、タイタニック号沈没事故により死亡した。

## 前半生
1865年に、マイアー・グッゲンハイムと妻バーバラの10人の子供（息子7人、娘3人）のうち、6番目の息子として生まれた。彼は1894年に、フローレッタ・セリグマン（fr:Floretta Seligman、1870年 - 1937年）と結婚した。2人の間には3人の娘が生まれた。そのうち次女のペギー・グッゲンハイム（en:Peggy Guggenheim、1898年8月26日 - 1979年12月23日）は、のちに美術品収集家として有名になった。
彼は父から莫大な財産を引き継いだが、父の商才までは引き継ぐことはできず、財産は拙劣な投資によって漸減していった。妻との仲は疎遠になったが、表向きは仕事を理由にして頻繁にニューヨークにある家を空け、パリに所有していたアパルトマンとの間を往復するようになった。

## タイタニック号
タイタニック号では、1等船客としてシェルブールから乗船してニューヨークへ向かった。同行者は秘書のヴィクター・ギグリオ、運転手のルネ・ペルノ、そして愛人のフランス人歌手マダム・オーバールと彼女のメイドを務めていたエマの合計4名だった。グッゲンハイムとギグリオは1等船室のB-82号、マダム・オーバールとエマは同じく1等船室のB-35号、運転手のペルノは2等船室を割り当てられた。 氷山衝突後の4月15日0時10分頃には1等船室付きのスチュワード、ヘンリー・サミュエル・エッチェズに手伝ってもらい救命胴衣をつけた。グッゲンハイムとギグリオは、マダム・オーバールとエマを救命ボート乗り場へ連れて行った。女性2人が渋々9号救命ボートに乗りこんだ後、グッゲンハイムはエマにドイツ語で「またすぐに逢えるさ、ちょうど修理中なのだから。明日にはタイタニック号はまた動くだろう」と言って2人を見送った。ボートはその後、1時30分頃にタイタニック号から離れた。
事態の深刻さを悟っていたグッゲンハイムは、1時20分頃には救命胴衣を脱ぎ、夜会服に正装してギグリオ及び他の2人の船客と一緒に1等船客休憩室に現れた。グッゲンハイムは、「最上の服装に着替えてきた。これで紳士に相応しく沈んでいく準備は整った」と発言したという。また、妻に宛てて「私は最善を尽くした」という手紙を生存者に託していた。グッゲンハイムとギグリオの姿が最後に目撃されたとき、デッキチェアーに腰掛けた2人はブランデーグラスを傾け、葉巻をくゆらせていた。その後の2時20分に、タイタニック号は沈没した。グッゲンハイム、ギグリオ、運転手ペルノの遺体はついに確認されなかった。
映画『A Night to Remember』（『SOSタイタニック 忘れえぬ夜』）や『タイタニック』でも彼の最期が描かれている。
彼は客室係のジョンソンに次の伝言を残していた。

## グッゲンハイムを演じた人物
- ハロルド・ゴールドブラット（英語版）（映画『SOSタイタニック 忘れえぬ夜』、1958年）
- マイケル・エンサイン（映画『タイタニック』、1997年）
- デビッド・アイズナー（英語版）（テレビシリーズ・エピソード4『タイタニック 愛と偽りの航海（英語版）』、2012年）